# Barcilona (Droma)
Barcelonne és un municipi francès situat al departament de la Droma i a la regió d'Alvèrnia-Roine-Alps. L'any 2007 tenia 360 habitants.

## Demografia

### Població
El 2007 la població de fet de Barcelonne era de 360 persones. Hi havia 136 famílies de les quals 28 eren unipersonals (12 homes vivint sols i 16 dones vivint soles), 44 parelles sense fills, 60 parelles amb fills i 4 famílies monoparentals amb fills.
La població ha evolucionat segons el següent gràfic:
Habitants censats

### Habitatges
El 2007 hi havia 158 habitatges, 136 eren l'habitatge principal de la família, 18 eren segones residències i 4 estaven desocupats. 154 eren cases i 4 eren apartaments. Dels 136 habitatges principals, 111 estaven ocupats pels seus propietaris, 18 estaven llogats i ocupats pels llogaters i 7 estaven cedits a títol gratuït; 1 tenia una cambra, 6 en tenien dues, 10 en tenien tres, 40 en tenien quatre i 79 en tenien cinc o més. 114 habitatges disposaven pel capbaix d'una plaça de pàrquing. A 49 habitatges hi havia un automòbil i a 80 n'hi havia dos o més.

### Piràmide de població
La piràmide de població per edats i sexe el 2009 era:
| Homes | Edats   | Dones |
| ----- | ------- | ----- |
| 0     | 95 o +  | 0     |
| 0     | 90 a 94 | 0     |
| 0     | 85 a 89 | 4     |
| 0     | 80 a 84 | 0     |
| 0     | 75 a 79 | 12    |
| 12    | 70 a 74 | 8     |
| 0     | 65 a 69 | 0     |
| 8     | 60 a 64 | 12    |
| 8     | 55 a 59 | 4     |
| 20    | 50 a 54 | 20    |
| 24    | 45 a 49 | 16    |
| 8     | 40 a 44 | 8     |
| 16    | 35 a 39 | 12    |
| 16    | 30 a 34 | 20    |
| 4     | 25 a 29 | 4     |
| 20    | 20 a 24 | 24    |
| 8     | 15 a 19 | 12    |
| 12    | 10 a 14 | 8     |
| 12    | 5 a 9   | 8     |
| 8     | 0 a 4   | 12    |

## Economia
El 2007 la població en edat de treballar era de 258 persones, 180 eren actives i 78 eren inactives. De les 180 persones actives 169 estaven ocupades (99 homes i 70 dones) i 11 estaven aturades (3 homes i 8 dones). De les 78 persones inactives 28 estaven jubilades, 32 estaven estudiant i 18 estaven classificades com a «altres inactius».

### Ingressos
El 2009 a Barcelonne hi havia 134 unitats fiscals que integraven 359,5 persones, la mediana anual d'ingressos fiscals per persona era de 21.543 €.

### Activitats econòmiques
Dels 12 establiments que hi havia el 2007, 1 era d'una empresa alimentària, 7 d'empreses de construcció, 1 d'una empresa de comerç i reparació d'automòbils, 1 d'una empresa d'informació i comunicació i 2 d'empreses de serveis.
Dels 5 establiments de servei als particulars que hi havia el 2009, 1 era un paleta, 3 guixaires pintors i 1 lampisteria.
L'any 2000 a Barcelonne hi havia 18 explotacions agrícoles que ocupaven un total de 259 hectàrees.

## Poblacions més properes
El següent diagrama mostra les poblacions més properes.